# スクールキル川

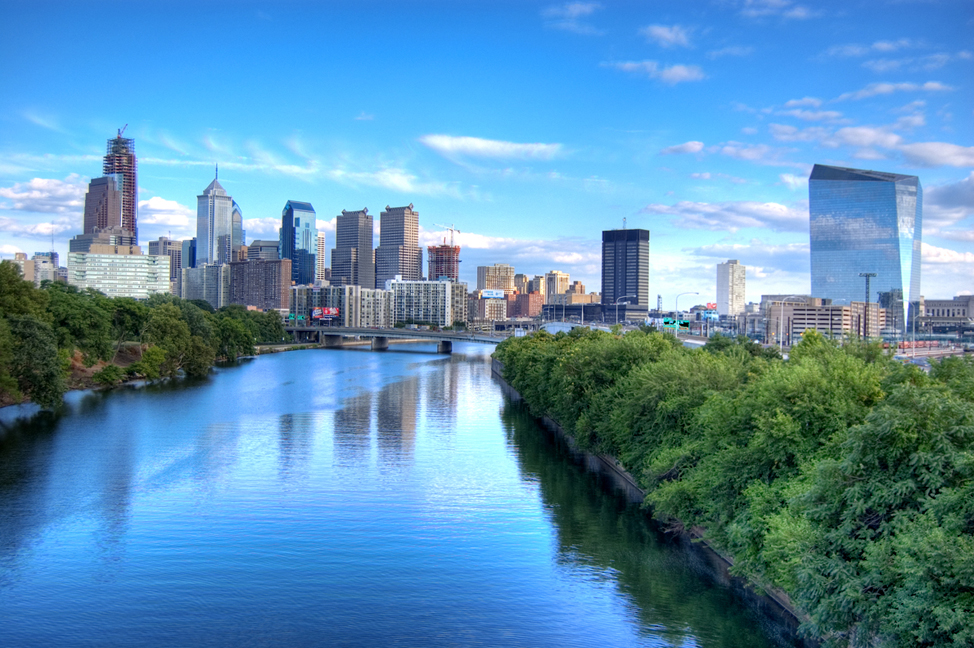
スクールキル川からフィラデルフィアの街並みを見る（2007年）

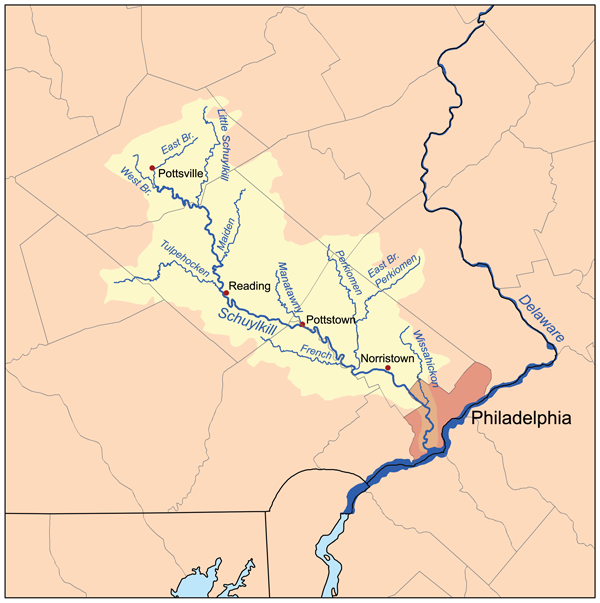
スクールキル川はアパラチア山脈を南東へ下り、上流は石炭地帯（Coal Region）である。

スクールキル川（スクールキルがわ、英語: Schuylkill Riverまたはスクーカル川はアメリカ合衆国ペンシルベニア州東部を流れる川で、フィラデルフィア近くでデラウェア川へ合流して、大西洋へ流れ込む。北緯39度53分04秒 西経75度11分41秒 / 北緯39.88444度 西経75.19472度座標: 北緯39度53分04秒 西経75度11分41秒 / 北緯39.88444度 西経75.19472度

## 概要
スクールキル川はアメリカ・ペンシルベニア州東部で北西から南東へ流れる川で、アパラチア山脈に発して、フィラデルフィア近くでデラウェア川へ合流し、デラウェア湾・大西洋へと流れ込む。全長は217キロメートル（135マイル）で、流域面積は5,180平方キロメートル（2,000平方マイル) である 。
1682年、ウィリアム・ペンはこの合流点のデラウェア・ネーションから買った土地にフィラデルフィアの町を建設して、その後今日の大都市フィラデルフィアができた。
上流の地域はアパラチア山脈の無煙炭の「炭鉱地帯」（"Coal Region"）で、東の川と西の川が合流してスクールキル川となり、その後小スクールキル川（Little Schuylkill River）などの支流を合わせてゆく。1820年代にこの川を浚渫して、スクールキル運河（Schuylkill Canal）として、おもに石炭と鉄鉱石と鉄鋼が運ばれた。
スクールキル川が経由する町は、ポッツヴィル、レディング、ポッツタウン、ノリスタウンで、いずれもペンシルベニア州東部にある石炭採掘または鉄鋼作りに関係した町である。

## 交通
スクールキル川自体が「スクールキル運河」になっている。またこの川に沿ってレディング鉄道、ペンシルベニア鉄道が通っている。フィラデルフィアからレディングまでは国道422号線（U.S. Route 422）が川に添って通る。

## ギャラリー

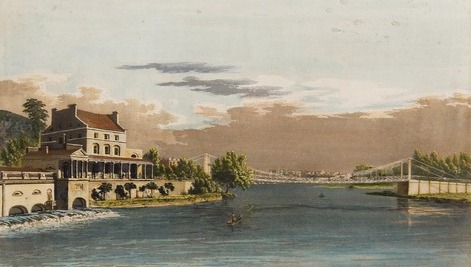
フィラデルフィアのつり橋（1842年ごろ）
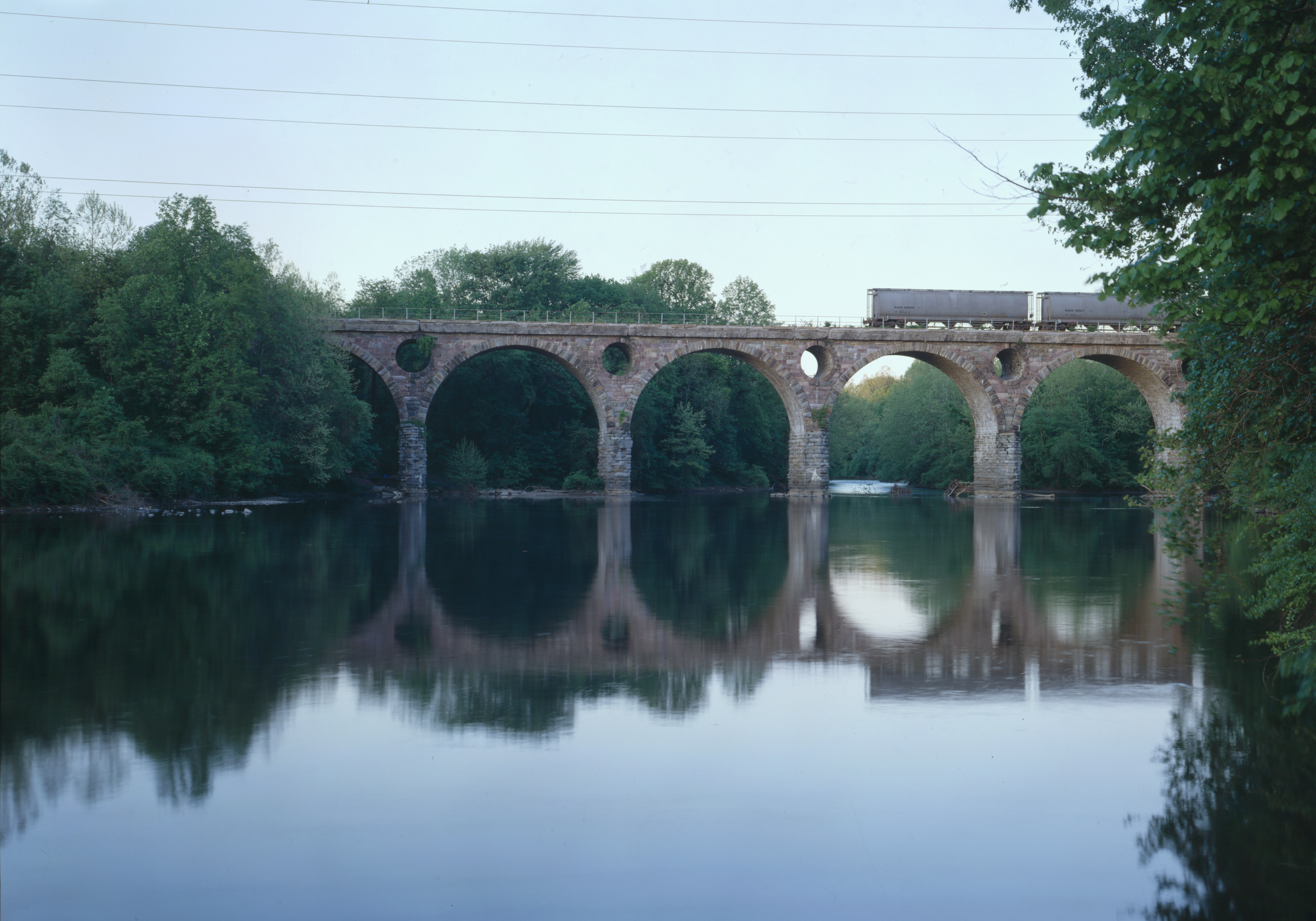
ピコックス・ロックの水路（Peacock's Lock Viaduct）近くのレディング鉄道（バークス郡で、1999年）
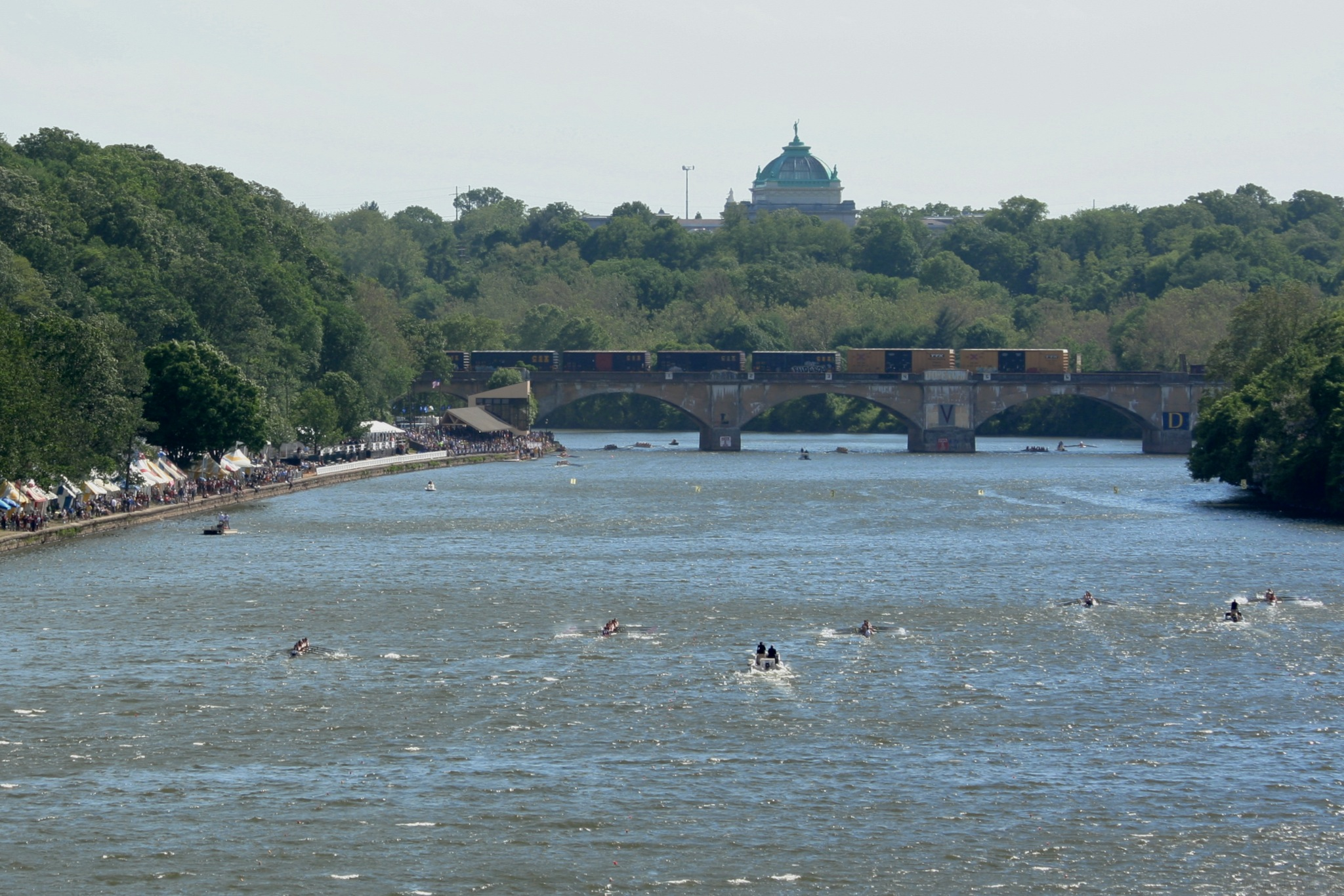
スールキル川を渡る貨物列車
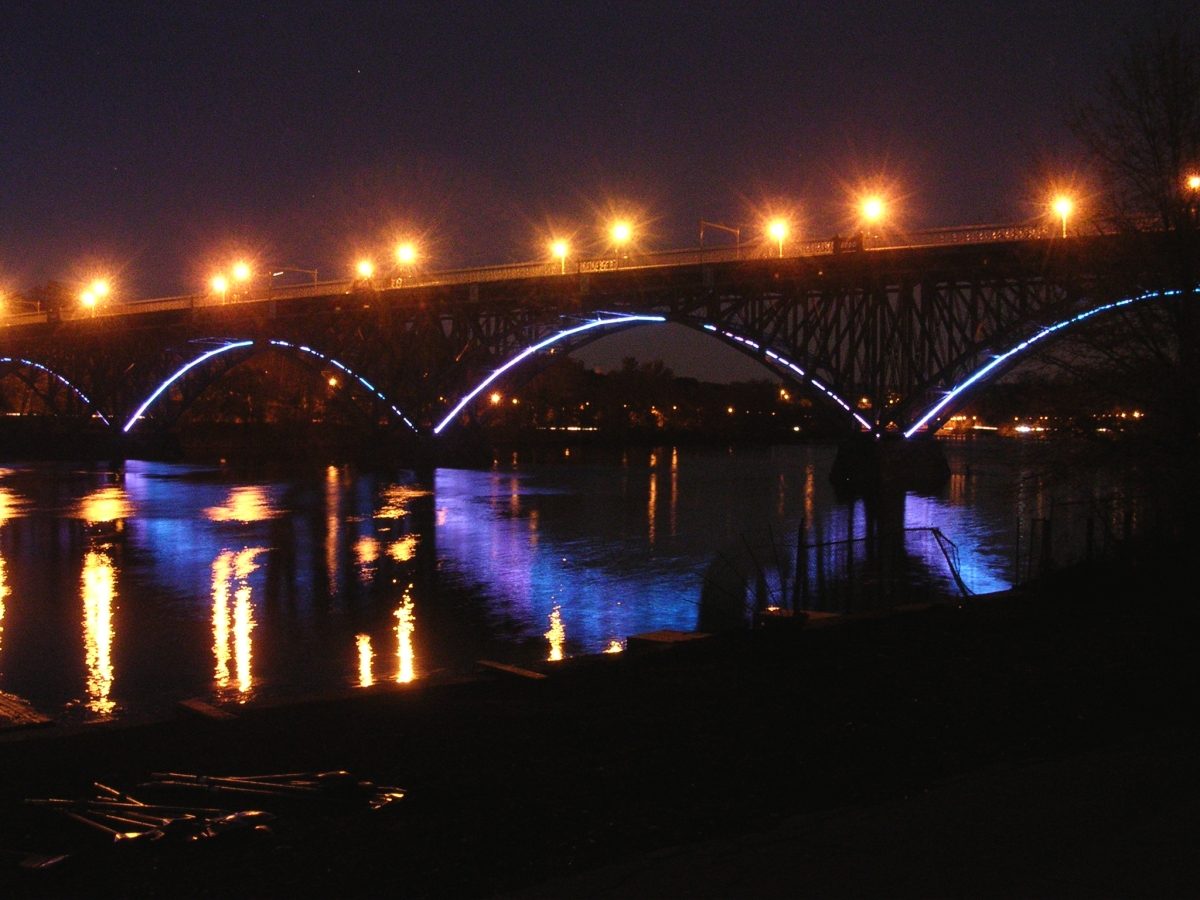
ストローベリー・マンション橋（Strawberry Mansion Bridge）の夜景